# Inspektorat Środa Armii Krajowej
Inspektorat Środa Armii Krajowej – terenowa struktura Okręgu Poznań Armii Krajowej. Działał od wiosny 1942 do zimy 1943/44.

## Struktura organizacyjna
Struktura organizacyjna podana za Atlas polskiego podziemia niepodległościowego:
- Obwód Środa (struktura szkieletowa)
- Obwód Śrem (struktura szkieletowa)
- Samodzielny Obwód Środa (struktura szkieletowa)[3]

## Komendanci inspektoratu
- por. Alfred Furmański „Maciej”, „Hoffman” vel „Józef Hoffman” (kwiecień 1942 – wrzesień 1943)[4]
- por. Stefan Zawielak „Bruk” (wrzesień 1943 – luty 1944)[5]
- ppor. Bolesław Pietrzak „Uzda” (marzec 1944 – listopad 1944)[6]